# Leopold Stokowski
Leopold Anthony Stokowski (Londres, 18 de abril de 1882 – Nether Wallop, 13 de septiembre de 1977) fue un director de orquesta británico, de ascendencia polaca e irlandesa. Se le conocía especialmente por dirigir con un estilo particular a manos libres, eliminando la batuta tradicional y obteniendo exquisitos sonidos de las orquestas que dirigía.

## Biografía

### Infancia
Hijo de un ebanista inglés de ascendencia polaca, Kopernik Joseph Boleslaw Stokowski, y su esposa irlandesa Annie-Marion (nacida Moore), Stokowski nació Leopold Anthony Stokowski. Hay un cierto misterio que rodea su infancia. Por ejemplo, hablaba con un acento inusual, no británico, aunque nació y se crio en Londres. En ocasiones, Stokowski dio su año de nacimiento como 1887 en vez de 1882, como en una carta al Hugo Riemann Musiklexicon en 1950, que también dio incorrectamente su lugar de nacimiento como Cracovia, Polonia. Nicolas Slonimsky, editor del Baker's Biographical Dictionary of Musicians, recibió una carta de un editor de enciclopedias finlandesas que decía: "El Maestro me dijo que nació en Pomerania, Alemania, en 1889". En Alemania había un rumor correspondiente que su nombre original era simplemente "Stock". Sin embargo, el certificado de nacimiento de Stokowski (firmado por J. Claxton, el registrador en la oficina general de Somerset House, Londres, en la parroquia de All Souls, condado de Middlesex, da su nacimiento el 18 de abril de 1882, en el n.º 13 de Upper Marylebone Street New Cavendish Street, en el distrito Marylebone de Londres. Stokowski fue nombrado así por su abuelo de origen polaco Leopold, que murió en el condado inglés de Surrey el 13 de enero de 1879, a la edad de 49 años. 
El "misterio" que rodea sus orígenes y su acento se aclara en la biografía de Oliver Daniel, de 1000 páginas, Stokowski - A Counterpoint of View (1982), en la que Daniel revela que Stokowski estuvo bajo la influencia de su primera esposa, la pianista Olga Samaroff. Samaroff, nacida Lucy Mary Agnes Hickenlooper, era de Galveston (Texas, Estados Unidos), y adoptó un nombre más exótico para proseguir su carrera. Por razones profesionales y de carrera, "le instó a enfatizar sólo la parte polaca de sus antecedentes" una vez que se convirtió en un residente de los Estados Unidos.

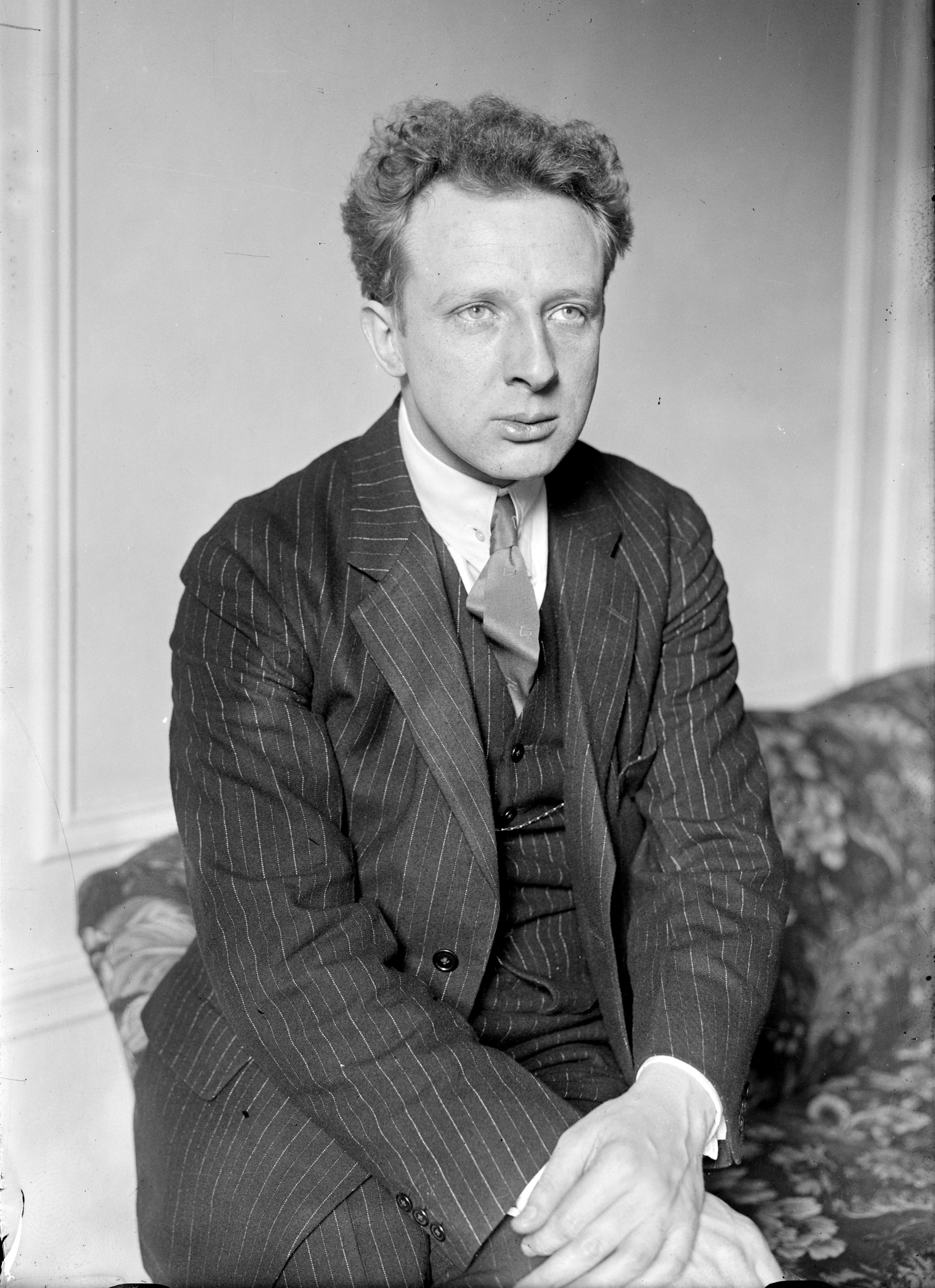
Leopold Stokowski

Estudió en el Royal College of Music, donde se matriculó por primera vez en 1896 a la edad de trece años, convirtiéndolo en uno de sus estudiantes más jóvenes. Allí estudió con Hubert Parry y Charles Stanford. En su vida en Estados Unidos, Stokowski interpretaría seis de las nueve sinfonías compuestas por su compañero estudiante de órgano, Ralph Vaughan Williams. Stokowski cantó en el coro de la Iglesia Parroquial de St Marylebone, y más tarde se convirtió en el organista asistente de Sir Walford Davies en The Temple Church. A los 16 años, Stokowski fue elegido miembro del Royal College of Organists. En 1900, formó el coro de la Iglesia de Santa María, Charing Cross Road, donde entrenó a los chicos del coro y tocó el órgano. En 1902, fue nombrado el organista y director del coro de la iglesia de St. James, Piccadilly. También asistió al Queen's College de Oxford, donde se graduó en música en 1903. 

### Nueva York, París y Cincinnati
En 1905, Stokowski comenzó a trabajar en Nueva York como organista y director de coro de la Iglesia de San Bartolomé. Era muy popular entre los parroquianos, que incluían a miembros de la familia Vanderbilt, pero con el tiempo, renunció a esta posición para seguir su carrera como director de orquesta. 
Completó sus estudios en París, Berlín y Múnich. En París oyó que la Orquesta Sinfónica de Cincinnati necesitaba un nuevo director. En 1908, Stokowski comenzó una campaña para ganar esta posición, escribiendo cartas a la Sra. Christian R. Holmes, presidenta de la orquesta, y viajando a Cincinnati, Ohio, para una entrevista personal.
Stokowski fue seleccionado sobre los otros aspirantes y empezó a finales de 1909. En ese mismo año en París con la orquesta de Colonia, el 12 de mayo de 1909, Stokowski acompañó a su futura novia, la pianista Olga Samaroff, en el Concierto para piano n.º 1 de Chaikovski. El debut de Stokowski como director en Londres tuvo lugar la semana siguiente el 18 de mayo con la Nueva Orquesta Sinfónica en Queen's Hall. 
Su compromiso como nuevo director permanente en Cincinnati fue un gran éxito. Introdujo el concepto de "conciertos populares" y, a partir de su primera temporada, comenzó a defender el trabajo de los compositores vivos. Sus conciertos incluyeron interpretaciones de música de Richard Strauss, Sibelius, Rajmáninov, Debussy, Glazunov, Saint-Saëns y muchos otros. Dirigió los estrenos americanos de nuevas obras de compositores como Elgar, cuya Sinfonía n.º 2 fue presentada por primera vez el 24 de noviembre de 1911. Debía mantener su defensa de la música contemporánea hasta el final de su carrera. Sin embargo, a principios de 1912, Stokowski se frustró con la política de la Junta de Directores de la orquesta, y presentó su renuncia. Hubo alguna disputa sobre si aceptar esto o no, pero, el 12 de abril de 1912, la junta decidió hacerlo.

### Orquesta de Filadelfia

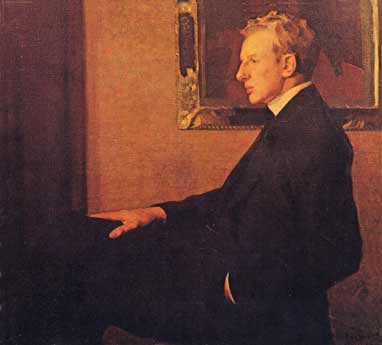
Stokowski retratado por Leopold Seyffert (1912).

Dos meses más tarde, Stokowski fue nombrado director de la Orquesta de Filadelfia, e hizo su debut como director en Filadelfia el 11 de octubre de 1912. Esta posición le traería algunos de sus mayores logros y reconocimiento. Se ha sugerido que Stokowski dimitió abruptamente en Cincinnati con el conocimiento oculto de que la posición de conducción en Filadelfia era suya cuando lo quisiera, o como sugirió Oscar Levant en su libro A Smattering of Ignorance ", tenía el contrato en el bolsillo trasero." Antes de que Stokowski se trasladara a su posición de director en Filadelfia, sin embargo, volvió a Inglaterra para dirigir dos conciertos en el Queen's Hall de Londres. El 22 de mayo de 1912, Stokowski dirigió la Sinfónica de Londres en un concierto que debía repetir en su totalidad 60 años después a la edad de 90 años y el 14 de junio de 1912 dirigió un concierto de Wagner que contó con la destacada soprano Lillian Nordica. 
En 1910, asistió al estreno de la Sinfonía n.º 8 de Mahler, dirigida por su autor en Múnich, y obtuvo los derechos para efectuar el estreno en los Estados Unidos. La estrenó en América en marzo de 1916 con todo lo especificado en la partitura: un coro de 1000 voces, una orquesta ampliada y ocho solistas vocales. Las entradas para sus nueve ejecuciones en Filadelfia y otra en el Metropolitan de Nueva York se agotaron.
Mientras era director de la Orquesta de Filadelfia, fue en gran parte responsable de convencer a Mary Louise Curtis Bok de que estableciera el Instituto de Música Curtis (13 de octubre de 1924) en Filadelfia. Él ayudó con el reclutamiento y contrató a muchos de sus graduados.

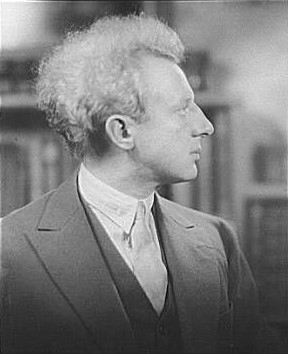
Retrato de Stokowski en 1926.

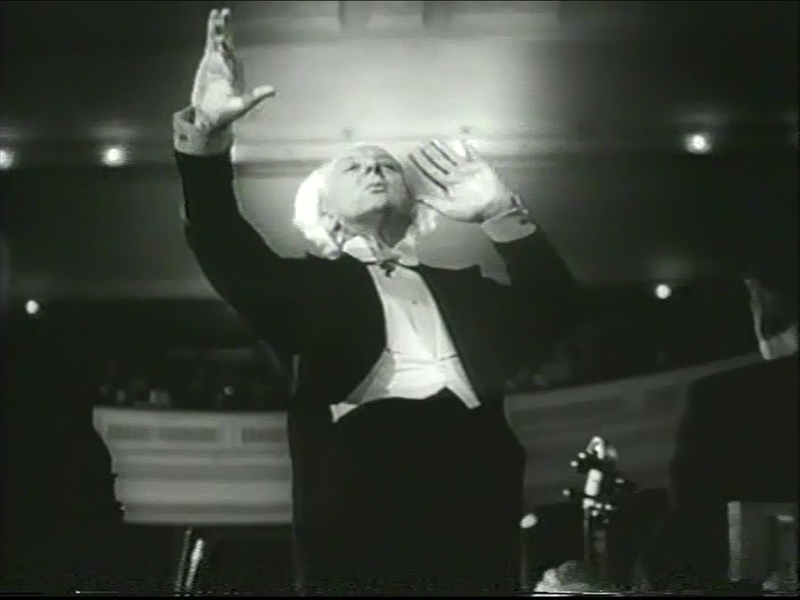
Stokowski en una escena de la película Carnegie Hall, 1947.

Stokowski rápidamente ganó una gran reputación como un showman musical. Su estilo de dirección incluía grandes gestos como lanzar la partitura al suelo para demostrar que no necesitaba una partitura para dirigir. También experimentó con nuevos arreglos de iluminación en la sala de conciertos, a veces arreglando las luces para que proyectaran sombras teatrales de su cabeza y sus manos. A finales de la temporada de 1929-30, Stokowski comenzó a dirigir sin batuta. Su manera de dirigir a manos libres pronto se convirtió en una de sus marcas registradas. En el lado musical, Stokowski alimentó la orquesta y formó el sonido "Stokowski", o lo que se conoció como el "Sonido de Filadelfia". Alentó el "arqueamiento libre" de la sección de cuerdas, "respiración libre" de la sección de metales, y continuamente alteró los asientos de las secciones de la orquesta, así como la acústica de la sala, en respuesta a su deseo de crear un mejor sonido. Stokowski es acreditado como el primer director en adoptar el plan de asientos del cuarteto de cuerda, que es utilizado por la mayoría de las orquestas de hoy día, con el primer y el segundo violín juntos a la izquierda del director, y las violas y violonchelos a la derecha.
Stokowski también se hizo conocido por modificar las orquestaciones de algunas de las obras que dirigió, como era una práctica habitual para los directores antes de la segunda mitad del siglo XX. Entre otros, enmendó las orquestaciones de Beethoven, Chaikovski, Sibelius, Johann Sebastian Bach y Brahms. Por ejemplo, Stokowski revisó el final de la Obertura fantasía de Romeo y Julieta, de Chaikovski, para que se cerrara en silencio, tomando su noción de la Vida y las Cartas de Piotr Ilich Chaikovski de Modest Chaikovski (traducido por Rosa Newmarch: 1906). Stokowski hizo su propia orquestación de Una noche en el monte pelado de Músorgski, adaptando la orquestación de Rimski-Kórsakov y haciéndola sonar, en algunos lugares, similar a la original de Músorgski. 
Realizó otras grandes producciones musicales para el cine. Su nombre está asociado a la producción del sonido estereofónico. 
El repertorio de Stokowski fue amplio e incluyó muchas obras contemporáneas. Era el único director que interpretó todas las obras orquestales de Arnold Schönberg durante la vida del propio compositor, varios de los cuales fueron estrenos mundiales. Stokowski dio la primera representación americana de los Gurrelieder de Schoenberg en 1932. Fue grabado en vivo en discos de 78 RPM y seguía siendo la única grabación de esta obra en el catálogo hasta el advenimiento del LP. Stokowski también presentó los estrenos americanos de cuatro de las sinfonías de Dmitri Shostakóvich, las números 1, 3, 6 y 11. En 1916, Stokowski condujo el estreno americano de la Sinfonía n.º 8 "Sinfonía de los mil" de Mahler. Añadió obras de Rajmáninov a su repertorio, dando los estrenos mundiales de su Concierto para piano n.º 4, las Tres canciones rusas, la Sinfonía n.º 3 y la Rapsodia sobre un tema de Paganini; Sibelius, cuyas últimas tres sinfonías fueron estrenadas en Filadelfia en la década de 1920; e Ígor Stravinski, muchas de cuyas obras también se dieron sus primeras interpretaciones americanas de Stokowski. En 1922, introdujo la partitura de Stravinski para el ballet La consagración de la primavera en América, dio su primera actuación escenificada allí en 1930 con Martha Graham bailando la parte de El elegido, y al mismo tiempo hizo la primera grabación americana de la obra.
Raramente director de ópera, Stokowski dio a los estrenos estadounidenses en Filadelfia de la versión original del Borís Godunov de Musorgski (1929) y Wozzeck de Alban Berg (1931). Obras de compositores como Arthur Bliss, Max Bruch, Ferruccio Busoni, Carlos Chávez, Aaron Copland, George Enescu, Manuel de Falla, Paul Hindemith, Gustav Holst, Gian Francesco Malipiero, Nikolái Miaskovski, Walter Piston, Francis Poulenc, Serguéi Prokófiev, Maurice Ravel, Albert Roussel, Aleksandr Skriabin, Elie Siegmeister, Karol Szymanowski, Edgar Varèse, Heitor Villa-Lobos, Anton Webern y Kurt Weill, recibieron sus estrenos americanos bajo la dirección de Stokowski en Filadelfia. En 1933, él comenzó "conciertos de la juventud" para las audiencias más jóvenes, que son todavía una tradición en Filadelfia y muchas otras ciudades americanas, y fomentó programas de música para la juventud. Después de disputas con los gestores, Stokowski comenzó a retirarse de la implicación en la Orquesta de Filadelfia a partir de 1936, permitiendo que su codirector Eugene Ormandy gradualmente asumiera el control. Stokowski compartió los deberes dominantes principales con Ormandy de 1936 a 1941. Stokowski no apareció con la Orquesta de Filadelfia desde el concierto de clausura de la temporada 1940-41 (una actuación semi-desastrosa de la Pasión de San Mateo de Bach) hasta el 12 de febrero de 1960, cuando fue invitado a dirigir la Orquesta de Filadelfia en obras de Mozart, Falla, Respighi y en una interpretación legendaria de la Sinfonía n.º 5 de Shostakóvich, posiblemente la más grande de Stokowski. La grabación de la emisión de este concierto había circulado en privado entre los coleccionistas a través de los años, aunque nunca se publicó comercialmente, pero como los derechos de autor expiraron a principios de 2011, fue lanzada en su totalidad en la etiqueta Pristine Audio.

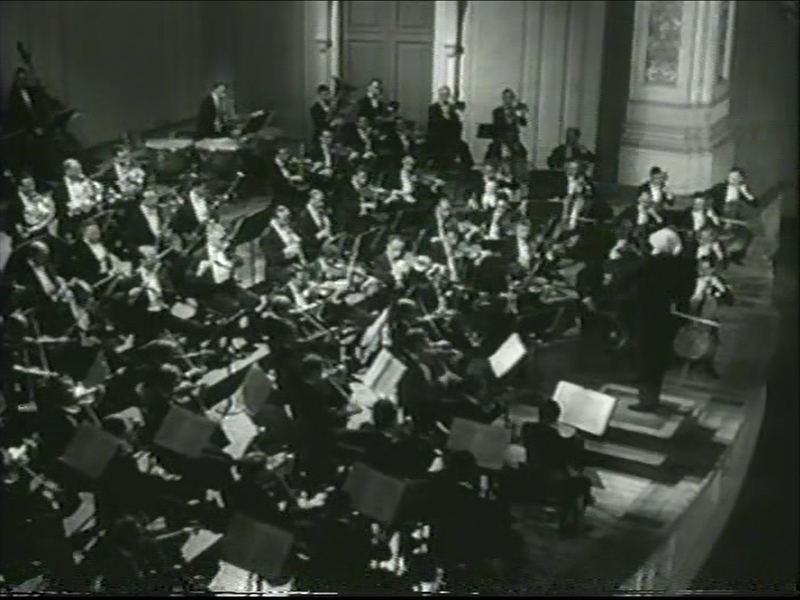
Stokowski en una escena de la película Carnegie Hall, 1947.

Stokowski apareció como él mismo en el cine en The Big Broadcast de 1937, interpretando dos de sus transcripciones de Bach. Ese mismo año también dirigió y actuó en Cien hombres y una niña, con Deanna Durbin y Adolphe Menjou. En 1939, Stokowski colaboró con Walt Disney para crear la película para la que es más conocido: Fantasía, dirigiendo la banda sonora con la orquesta de Filadelfia en las 8 composiciones de música clásica de que consta dicho film (con la excepción de una jam session en el medio de la película) e incluyó sus propias orquestaciones para los segmentos Toccata y fuga en re menor y Una noche en el monte pelado / Ave María. En la película para conformarse a la historia de los artistas de Disney, que representa la batalla entre el bien y el mal, al final de la noche le sigue el comienzo de la Ave María de Schubert.
Stokowski, fue a lo largo de toda la vida un ardiente defensor de las nuevas y más experimentales técnicas de grabación, se encargó de que la mayor parte de la música de Fantasía se grabara en líneas telefónicas de Clase A establecidas entre la Academia de Música de Filadelfia y Bell Laboratories en Camden (Nueva Jersey). Una versión temprana y altamente compleja del sonido estereofónico multipista, llamada Fantasound, que compartió muchos atributos con el sistema de sonido estereofónico Perspecta. Grabados en una película fotográfica, el único medio adecuado disponible, los resultados fueron considerados sorprendentes para la segunda mitad de los años treinta.
A su regreso en 1960, Stokowski apareció con la Orquesta de Filadelfia como un director invitado. Él también hizo dos grabaciones del LP con ellos para Colombia, uno incluyendo una ejecución de El amor brujo de Manuel de Falla, que él había introducido en América en 1922 y había registrado previamente para RCA Víctor con la Orquesta Sinfónica del Hollywood Bowl en 1946. Continuó apareciendo como director invitado en varias ocasiones. Su concierto final con la Orquesta de Filadelfia sería en 1969. 
En honor a la gran influencia de Stokowski en la música y la comunidad de artes escénicas de Filadelfia, el 24 de febrero de 1969, le concedieron el prestigioso Premio del Mérito de Glee Club de la Universidad de Pensilvania.

### All-American Youth Orchestra
Con su contrato con la Orquesta de Filadelfia, que expiró en 1940, Stokowski formó de inmediato la All-American Youth Orchestra, con edades comprendidas entre los 18 y los 25 años. Recorrió con ella América del Sur en 1940 y Norteamérica en 1941. Aunque Stokowski hizo una serie de grabaciones con el AAYO para Columbia, el estándar técnico no era tan alto como el que había logrado con la Orquesta de Filadelfia para RCA Victor. En cualquier caso, la AAYO fue disuelta cuando Estados Unidos entró en guerra, y los planes para otra gira extensa en 1942 fueron abandonados.

### Orquesta Sinfónica de la NBC
Durante este tiempo, Stokowski también se convirtió en director principal de la Orquesta Sinfónica de la NBC en un contrato de tres años (1941-1944). El director regular de la NBC, Arturo Toscanini, no deseaba emprender la temporada de la NBC en 1941-42 debido a una fricción con la administración de la NBC, aunque aceptó compromisos con la Orquesta de Filadelfia. Stokowski realizó una gran cantidad de música contemporánea con la Sinfónica de la NBC, incluyendo el estreno en Estados Unidos de Alexander Nevsky de Prokófiev en 1943, los estrenos mundiales del Concierto para piano de Schoenberg (con Eduard Steuermann) y la Sinfonía n.º 4 de George Antheil, ambos en 1944; Alan Hovhaness, Stravinski, Hindemith, Milhaud, Howard Hanson, Guillermo Schuman, Morton Gould y muchos otros. También dirigió varias obras británicas con esta orquesta, incluyendo la Sinfonía n.º 4 de Vaughan Williams, la suite Los planetas de Gustav Holst, y A Shropshire Lad de George Butterworth. Stokowski también hizo una serie de grabaciones con la NBC Symphony para RCA Victor en 1941-42, incluyendo la Sinfonía n.º 4 de Chaikovski, una obra que nunca estuvo en el repertorio de Toscanini, y la Suite de El pájaro de fuego de Stravinski. Toscanini regresó como codirector de la Sinfónica de la NBC con Stokowski durante los dos años restantes del contrato de este último.

### Orquesta Sinfónica de Nueva York
En 1944, por recomendación del alcalde Fiorello La Guardia, Stokowski ayudó a formar la Orquesta Sinfónica de la Ciudad de Nueva York, que pretendían hacer accesible a la música para los trabajadores de clase media. Los precios de los boletos se establecieron bajos, y las actuaciones se llevaron a cabo en horario conveniente, horas después del trabajo. Sin embargo, un año más tarde en 1945, Stokowski estaba en desacuerdo con la junta (que quería recortar los gastos aún más) y renunció. Stokowski hizo tres sets de 78 con la Sinfónica de la Ciudad de Nueva York para RCA Victor: la Sinfonía n.º 6 de Beethoven, Muerte y transfiguración de Richard Strauss y una selección de música orquestal de la ópera Carmen de Georges Bizet.

### Orquesta Sinfónica del Hollywood Bowl
En 1945, fundó la Orquesta Sinfónica del Hollywood Bowl. La orquesta duró dos años antes de ser disuelta para conciertos en vivo, pero no para grabaciones, que continuaron hasta bien entrados los años sesenta. Las propias grabaciones de Stokowski (hechas en 1945-46) incluyeron la Sinfonía n.º 1 de Brahms y la Sinfonía Patética de Chaikovski. Algunos de los conciertos al aire libre de Stokowski HBSO fueron transmitidos y grabados, y se han publicado en CD, incluyendo una colaboración con Percy Grainger en el Concierto para piano de Edvard Grieg en el verano de 1945. 

### Filarmónica de Nueva York
Continuó apareciendo frecuentemente con la Filarmónica de Los Ángeles, tanto en el Hollywood Bowl como en otros lugares. En 1946 Stokowski se convirtió en un director principal invitado de la Filarmónica de Nueva York. Sus muchas "primeras actuaciones" con ellos incluyeron el estreno estadounidense de la Sinfonía n.º 6 de Prokófiev en 1949. También hizo muchas grabaciones espléndidas con el NYPO para Columbia, incluyendo las grabaciones del estreno mundial de la Sinfonía n.º 6 de Vaughan Williams y Ascensión de Olivier Messiaen, también en 1949.

### Carrera internacional
Sin embargo, cuando en 1950 Dimitri Mitropoulos fue nombrado Director Principal de la NYPO, Stokowski comenzó una nueva carrera internacional que comenzó en 1951 con una gira por Inglaterra: durante las celebraciones del Festival de Gran Bretaña dirigió a la Royal Philharmonic Orchestra a invitación de Sir Thomas Beecham. Fue durante esta primera visita que hizo su debut de grabación con una orquesta británica, la Philharmonia, con la obra de Rimski-Kórsakov, Scheherazade. Durante ese mismo verano también viajó y dirigió en Alemania, Holanda, Suiza, Austria y Portugal, estableciendo un patrón de dirigir como invitado en el extranjero durante los meses de verano mientras pasaba las temporadas de invierno dirigiendo en los Estados Unidos. Este esquema fue válido para los siguientes 20 años, durante los cuales Stokowski dirigió muchas de las orquestas más grandes del mundo, haciendo simultáneamente grabaciones con ellos para varios sellos. De esta manera dirigió y grabó con las principales orquestas londinenses, así como con la Orquesta Filarmónica de Berlín, la Orquesta de la Suisse Romande, la Orquesta de la Radio Nacional Francesa, la Filarmónica Checa, la Radio Filarmónica de Hilversum y otras.

### Sinfónica del Aire, Orquesta Sinfónica de Houston
Stokowski regresó a la Orquesta Sinfónica de la NBC en 1954 para una serie de sesiones de grabación para RCA Victor. El repertorio incluyó la Sinfonía "Pastoral" de Beethoven, la Sinfonía n.º 2 de Sibelius, el ballet El lago de los cisnes de Chaikovski y la ópera Sansón y Dalila de Saint-Saëns con Risë Stevens y Jan Peerce. Después de que la Orquesta Sinfónica de la NBC fuera disuelta como el conjunto oficial de la red de radio de la NBC, fue re-formada como la Sinfónica del Aire con Stokowski como director musical, y como tal realizó muchos conciertos e hizo grabaciones desde 1954 hasta 1963. El estreno estadounidense en 1958 del oratorio Yunus Emre del compositor turco Adnan Saygun está entre ellos. Hizo una serie de grabaciones con la Sinfónica del Aire para la etiqueta United Artists en 1958 que incluyó la Sinfonía n.º 7 de Beethoven, la Sinfonía n.º 1 de Shostakóvich, la Sinfonía n.º 2 de Jachaturián y el poema sinfónico Pini di Roma de Respighi. 
De 1955 a 1961, Stokowski fue también director musical de la Houston Symphony Orchestra. Para su debut con la orquesta dio la primera interpretación de la Montaña Misteriosa de Alan Hovhaness, uno de los muchos compositores americanos vivos cuya música defendió durante los años. También dio el estreno estadounidense en Houston de la Sinfonía n.º 9 de Shostakóvich el 7 de abril de 1958 y realizó su primera grabación americana en el sello Capitol.

### Orquesta Sinfónica Americana, Orquesta Sinfónica de Chicago. Londres
En 1960, Stokowski hizo una de sus apariciones infrecuentes en el teatro de la ópera, cuando dirigió Turandot de Giacomo Puccini en el Metropolitan de Nueva York, en funciones memorables con un reparto que incluyó a Birgit Nilsson, Franco Corelli y Ana Moffo. En la ópera de la ciudad de Nueva York había dirigido dos montajes de Œdipus rex (con Richard Cassilly) y Carmina Burana (1959), así como Orfeo (con Gérard Souzay) e Il prigioniero (con Norman Treigle, 1960).
En 1962, a la edad de 80 años, Stokowski fundó la Orquesta Sinfónica Americana. Su dedicación a los compositores del siglo XX permaneció sin disminuir, y tal vez su estreno más celebrado con la Orquesta Sinfónica Americana fue de la Sinfonía n.º 4 de Charles Ives en 1965, que CBS Records también grabó. Stokowski fue director musical de la ASO hasta mayo de 1972 cuando, a la edad de 90 años, volvió a vivir en Inglaterra. El 3 de enero de 1962, mostrando su interés en utilizar la innovación tecnológica, fue presentado en una transmisión para WGN-TV dirigiendo la Orquesta Sinfónica de Chicago, que se ha registrado después en DVD. 
Uno de sus notables apariciones como invitado en suelo británico en la década de los años 60 fue la primera interpretación en los Proms de la Sinfonía n.º 2 "Resurrección" de Gustav Mahler, que se publicó después en CD.
Continuó dirigiendo en público por algunos años más, pero su salud deficiente le obligó a hacer solamente grabaciones. Un testigo ocular dijo que Stokowski dirigió a menudo sentado en sus últimos años. A veces, cuando se involucraba en el espectáculo, se ponía de pie y dirigía con notable energía. Su última aparición pública en el Reino Unido tuvo lugar en el Royal Albert Hall de Londres el 14 de mayo de 1974. Stokowski dirigió la Orquesta Nueva Filarmonía en el Merry Waltz de Otto Klemperer (en homenaje al exdirector musical de la orquesta que había muerto el año anterior), la Fantasía sobre un tema de Thomas Tallis de Vaughan Williams , la Rapsodie espagnole de Ravel y la Sinfonía n.º 4 de Brahms. Su última aparición pública tuvo lugar durante el Festival de Música de Vence en 1975 en el sur de Francia, cuando, el 22 de julio de 1975, dirigió la Orquesta de Cámara de Ruan en varias de sus transcripciones de Bach.

### Últimos años

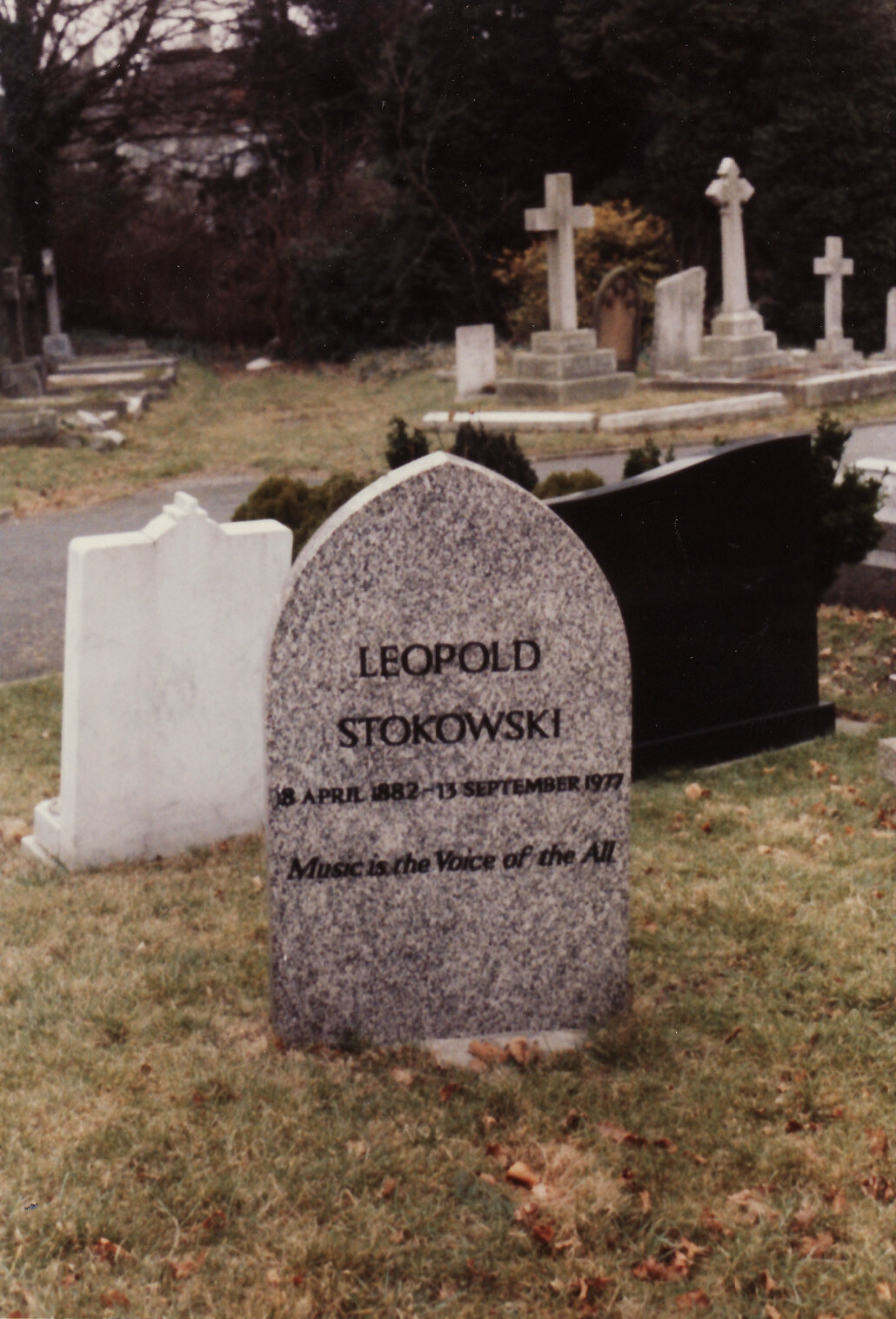
Tumba de Stokowski en el cementerio East Finchley

Stokowski dio su último estreno mundial en 1973 cuando, a la edad de 91 años, dirigió la 28ª Sinfonía de Havergal Brian en una emisión de radio de la BBC con la New Philharmonia Orchestra. Hasta 1971 Stokowski había dado más de 2000 estrenos en casi 7000 conciertos, entre los que destacan los de Rajmáninov (la Tercera sinfonía, el Cuarto concierto para piano y la Rapsodia sobre un tema de Paganini),  de Varese (Ameriques, Arcana) y los estrenos en América de La consagración de la primavera de Stravinski, Wozzeck de Berg y la música orquestal de Schoenberg.
En agosto de 1973, Stokowski dirigió la Orquesta Juvenil del Festival Internacional en el Royal Albert Hall de Londres, interpretando la Quinta Sinfonía de Chaikovski. Edward Greenfield de The Guardian escribió: "Stokowski los dirigió como si se tratara de un concierto de Filadelfia de la década de los 20". Stokowski siguió haciendo grabaciones incluso después de que se retiró de los conciertos, principalmente con la Filarmónica Nacional, otra orquesta "ad hoc" compuesta por solistas elegidos entre las principales orquestas de Londres. En 1976, firmó un contrato de grabación con Columbia Records que lo mantendría activo hasta los 100 años de edad.
Stokowski murió de un ataque al corazón en 1977 en Nether Wallop, Hampshire, a la edad de 95 años. Sus últimas grabaciones, realizadas poco antes de su muerte, para Columbia, incluyeron actuaciones de la  Sinfonía de juventud de Georges Bizet y la 4ª Sinfonía de Mendelssohn, "Italiana", con la Orquesta Filarmónica Nacional en Londres. Está enterrado en el cementerio del este de Finchley.

## Estilo musical
Stokowski dominaba todos los aspectos del complejo rol de director de orquesta que abordó siempre a través del trabajo detallista, de una programación inteligente adaptada a las posibilidades de la orquesta de que se tratara y a los gustos del auditorio, convenientemente educados por él si era posible, con gran atención a las últimas tendencias de composición de su tiempo. También era un maestro de las transcripciones orquestales.
Stokowski, que se consideraba un creador desde el podio y por tanto un colaborador del compositor para obtener los mejores resultados sonoros, no dudaba en introducir algunos cambios menores en partituras modernas para cambiar algunos rubatos, e incluso cambiar la configuración instrumental de algún pasaje (Cambiaba siempre el toque de triángulo en el final del Preludio a la siesta de un fauno de Debussy por un toque de vibráfono). También Gustav Mahler retocó ciertos pasajes instrumentales de partituras de Beethoven.
Stokowski fue autor del libro Music for all of us, en el que explica su deseo de conseguir el desarrollo de una cultura musical amplia y democrática. Con el paso de los años, Stokowski fue haciéndose cada vez más reflexivo y aminorando los tempi de sus interpretaciones. Su figura como director es actualmente muy valorada por la crítica gracias a sus grabaciones discográficas de madurez, en las que destaca como un intérprete que va al fondo de la partitura para alcanzar toda su belleza.

## Estrenos destacados
- Edgard Varèse: Ameriques. Con la Orquesta de Filadelfia en Filadelfia el 9 de abril de 1926.
- Serguéi Rajmáninov: Concierto para piano n.º 4. Con el compositor como solista y la Orquesta de Filadelfia en 1927.
- Serguéi Rajmáninov: Rapsodia sobre un tema de Paganini. Con el compositor como solista, Philadelphia Orchestra, en Baltimore el 7 de noviembre de 1934.
- Serguéi Rajmáninov: Sinfonía n.º 3. Con la Orquesta de Filadelfia en 1936.
- Arnold Schönberg, Concierto para violín. Con Louis Krasner como solista y la Orquesta de Filadelfia el 6 de diciembre de 1940.
- Arnold Schönberg, Concierto para piano. Con Eduard Steuermann como solista, la Orquesta Sinfónica de la NBC en Nueva York el 16 de febrero de 1944.
- Nathaniel Shilkret, Concierto para trombón. Con Tommy Dorsey como solista, la New York City Symphony Orchestra el 15 de febrero de 1945.
- Alan Hovhaness: Sinfonía n.º 2, Mysterious Mountain. Con la Orquesta Sinfónica de Houston en Texas en 1955.
- Charles Ives: Sinfonía n.º 4. Con la Orquesta Sinfónica Americana en el Carnegie Hall de Nueva York el 26 de abril de 1965.

## Discografía selecta
En su discografía (122 discos de grabaciones en distintos formatos en sesenta años) se incluyen:
- Sus transcripciones para orquesta de Johann Sebastian Bach con la Philadelphia Orchestra dirigida por Stokowski para La voz de su amo
- Beethoven: Sinfonía n.º 9 "Coral". London Symphony Orchestra (Decca).
- Berlioz: Sinfonía fantástica Op. 14. New Philharmonia Orchestra (Decca).
- Bloch: Shelomo, Rapsodia para violonchelo y orquesta. Philadelphia Orchestra 1940 (RCA Victor) Grammy al salón de la fama en 1999.
- Músorgski: Cuadros de una exposición. New Philharmonia Orchestra (Decca).
- Rajmáninov: Concierto para piano n.º 2 en do menor. Con Serguéi Rajmáninov en el piano y la Philadelphia Orchestra bajo Stokowski para el sello RCA Victor Red galardonado con el Premio Grammy al salón de la fama en 1976.
- Rajmáninov: Rapsodia sobre un tema de Paganini Op. 43. Con Rajmáninov en el piano y la Philadelphia Orchestra bajo Stokowski para RCA galardonado con el Premio Grammy al salón de la fama en 1979;
- Rimski-Kórsakov: Scheherezade, Op. 35. London Symphony Orchestra (Decca).
- Rimski-Kórsakov: Scheherezade, Obertura Pascua Rusa. (RCA / BMG).
- Shostakóvich: Sinfonía n.º 11. Houston Symphony Orchestra (Angel / EMI).
- Chaikovski: Sinfonía n.º 5 en mi menor, Op. 64. New Philharmonia Orchestra (Decca).
- Vivaldi: Las cuatro estaciones. New Philharmonia Orchestra, 1967 (Decca).
- Wagner: obras maestras orquestales de El anillo del nibelungo. London Symphony Orchestra (Decca).
- Wagner: Selecciones orquestales de ópera. Royal Philharmonic Orchestra (RCA / BMG).
- Fantasía. Philadelphia Orchestra (EMI)
- Debussy: Nocturnes; Ibéria; Clair de lune; Preludio a la siesta de un fauno. Orchestre National de la Radiodifusión y Televisión Francesa (Angel / EMI).
- Stravinski: Historia del soldado. Madeline Milhaud, conceptos musicales.
- Stokowski. Grabaciones 1965-1972. / PO Checa / Nueva Pho / LSO (Decca).
- Stokowski: Las grabaciones estéreo Columbia (Sony) 1960/1980
- Stokowski: La colección de música, 1954/1975. London Symphony Orchestra (RCA / BMG).
- Stokowski: Rapsodias: Liszt / Enesco / Smetana / Wagner. (RCA / BMG).

## Galería

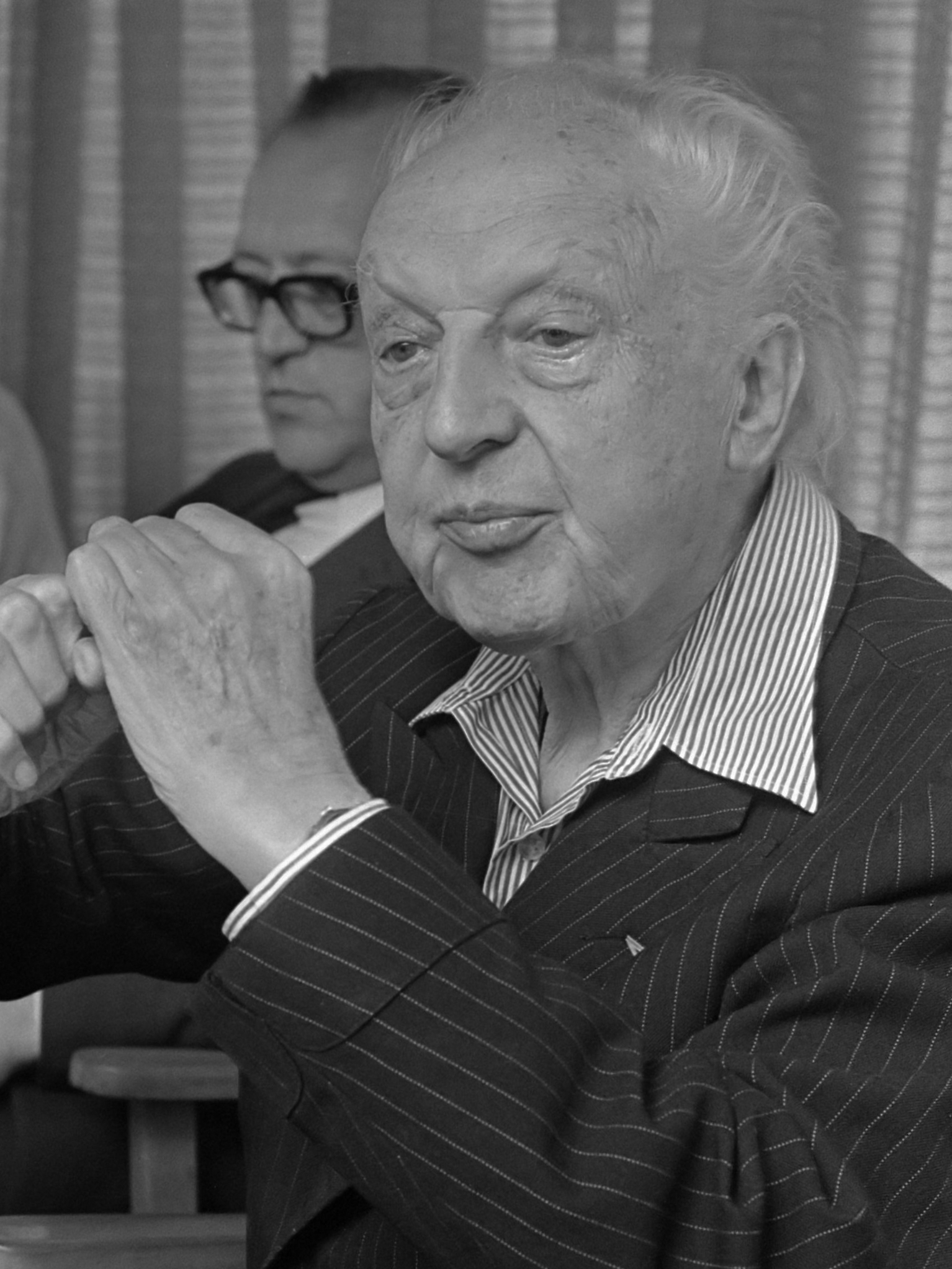
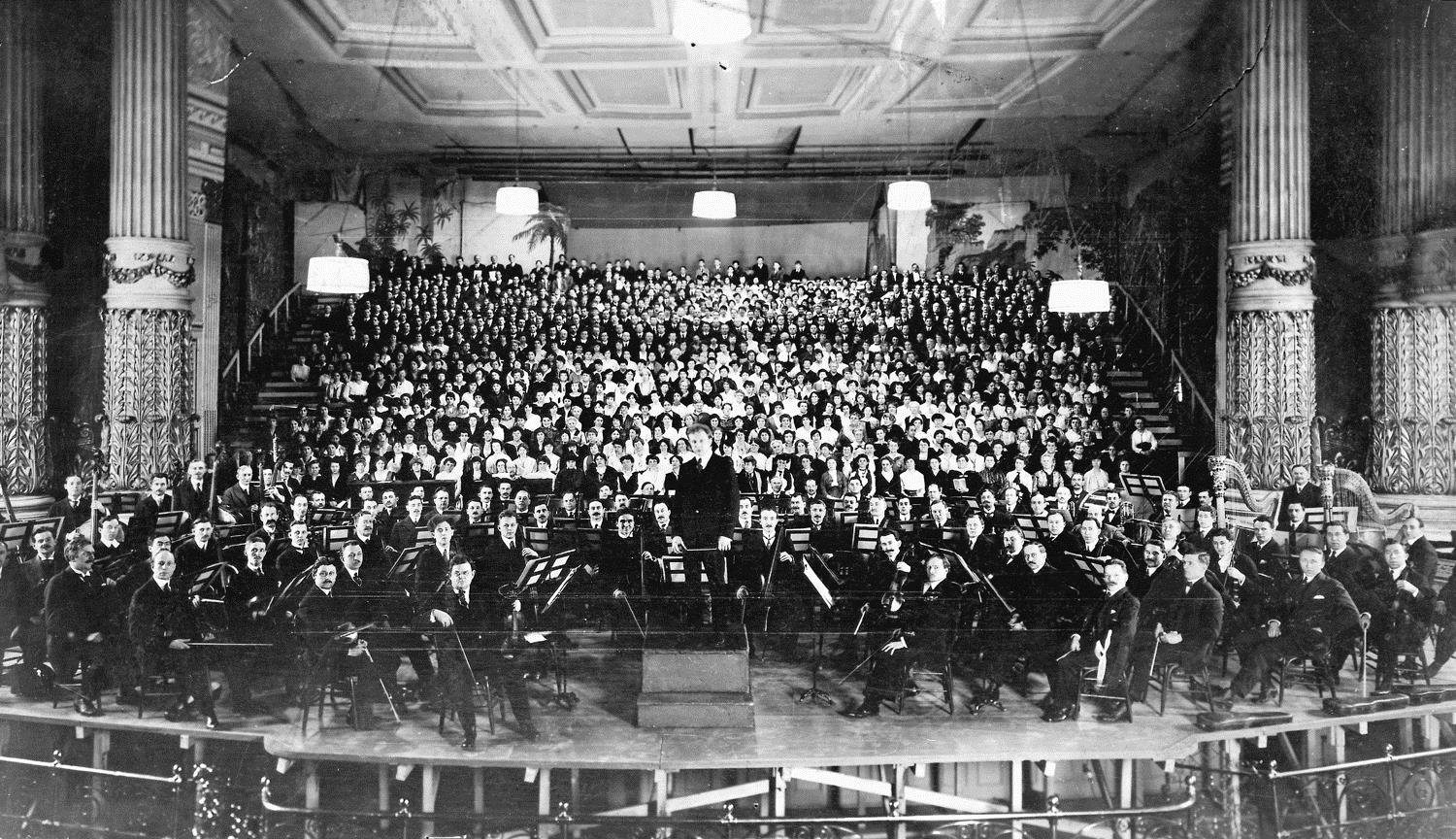
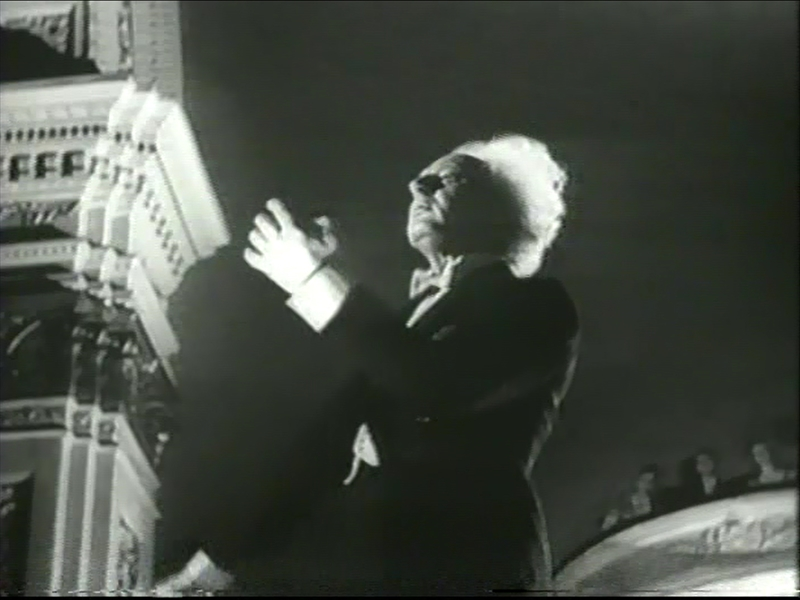
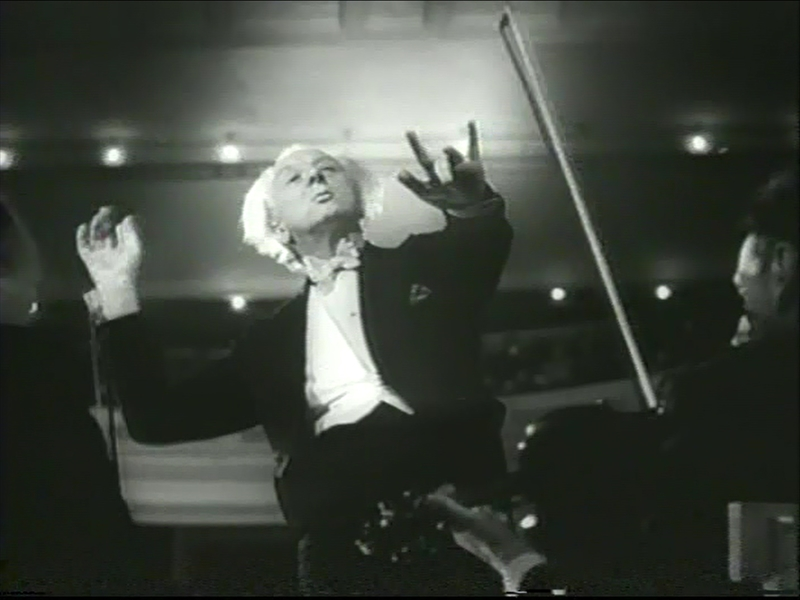
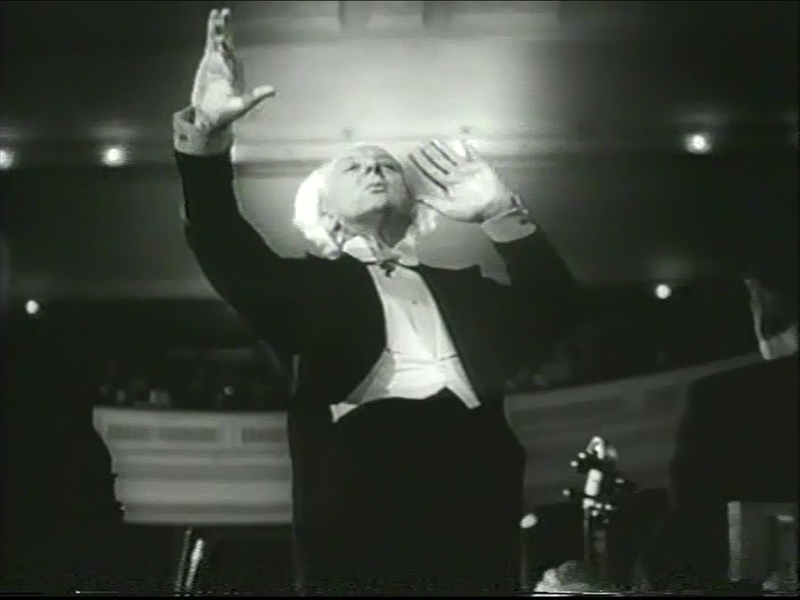
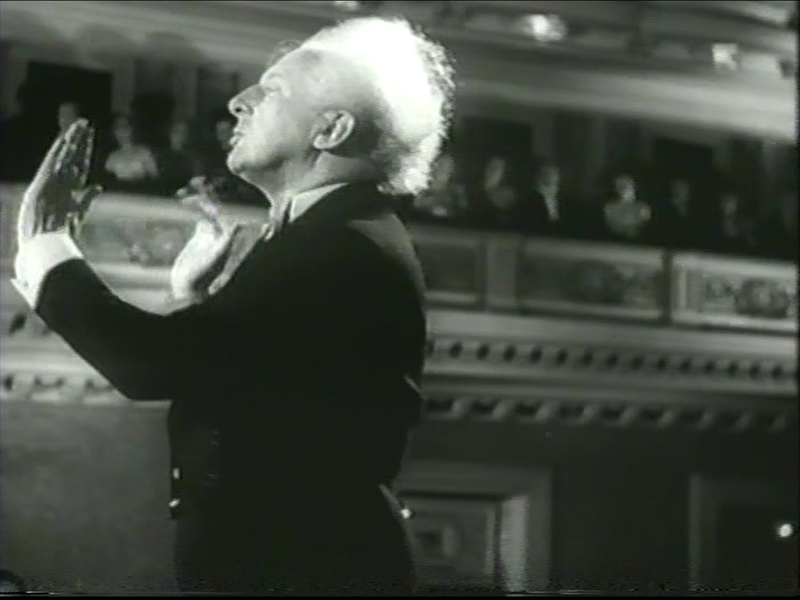
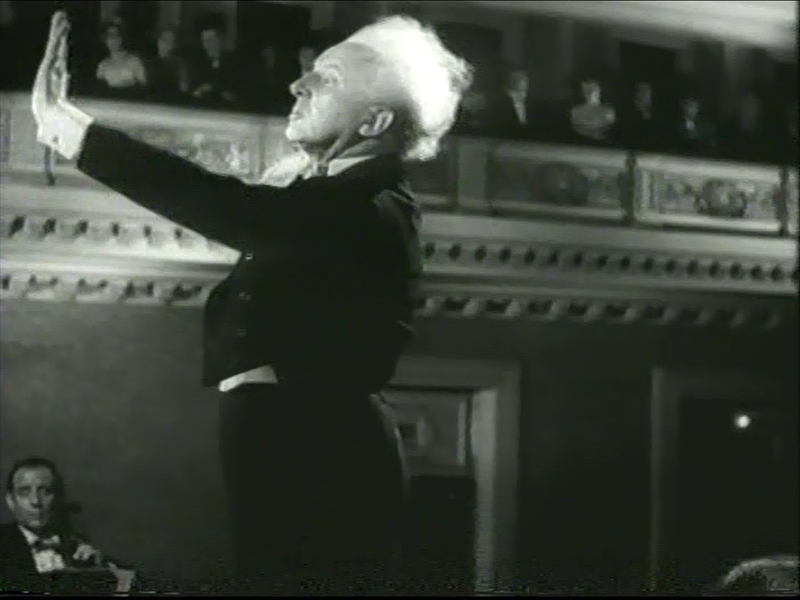
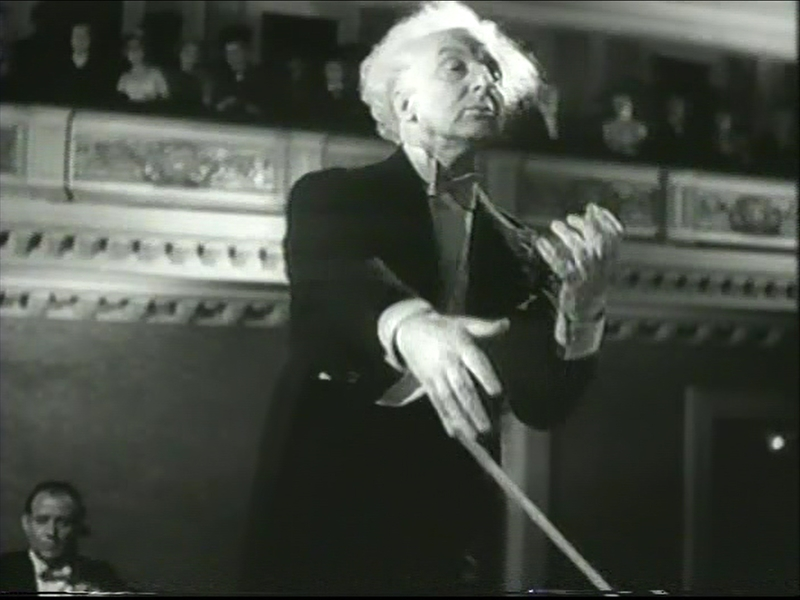
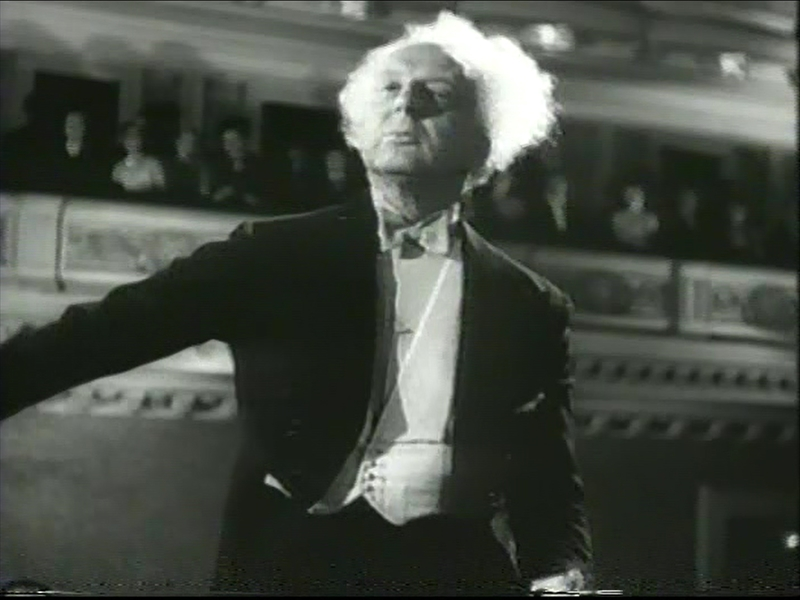
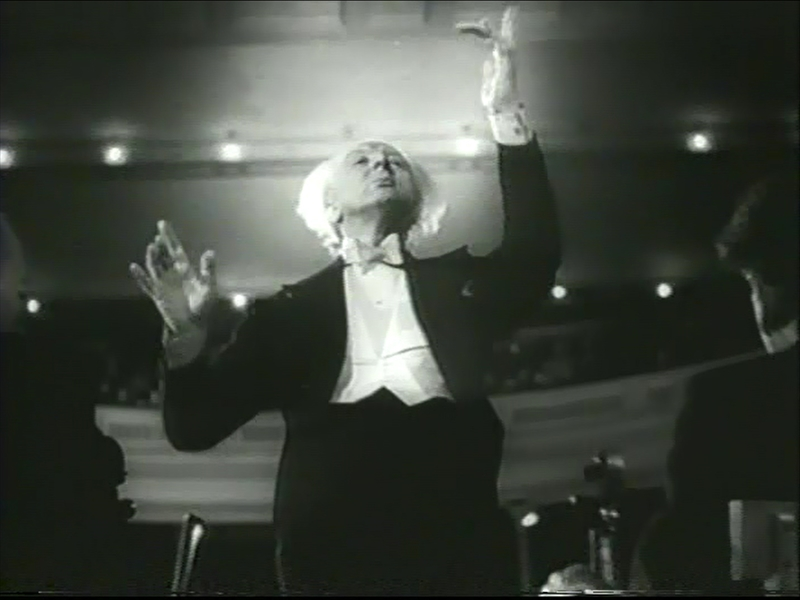

## Cultura popular
En 1940, fue director de la orquesta en el largometraje de Fantasía de Walt Disney.
En 1941, fue parodiado como el director de la orquesta en el cortometraje de la Warner Brothers llamado Hollywood Steps Out.
En 1949,  Leopold Stokowski fue parodiado en un cortometraje de Bugs Bunny llamado "Long-Haired Hare".
Christopher Lloyd, el actor que interpretó a Doc en la trilogía Back to the Future, admitió haberse inspirado en el físico de Stokowski para desarrollar su personaje.